# Franz Martin Olbrisch

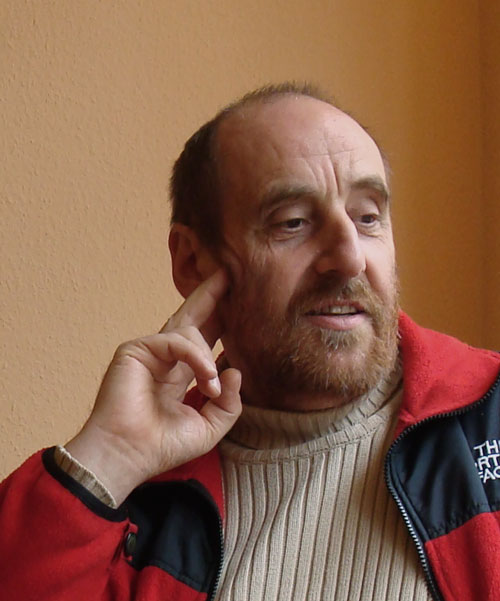
Franz Martin Olbrisch (2008)

Franz Martin Olbrisch (* 5. November 1952 in Mülheim/Ruhr) ist ein deutscher Komponist und Installations- und Medienkünstler.

## Leben und Wirken
Er studierte von 1979 bis 1985 Komposition und Musiktheorie bei Frank Michael Beyer an der Hochschule der Künste in Berlin. Er war von 1986 bis 1996 Lehrer für Musiktheorie an der Kirchenmusikschule Berlin und lehrte von 1988 bis 2008 Komposition an der Universität der Künste Berlin und am Elektronischen Studio der Technischen Universität Berlin. Seit 1986 nahm er regelmäßig an den Darmstädter Ferienkursen für Neue Musik teil wo er 1994, 2004, 2006, 2010 und 2014 auch als Dozent wirkte. Von 2008 bis 2020 leitete er als Professor für Komposition das Studio für Elektronische Musik der Hochschule für Musik Carl Maria von Weber Dresden. Olbrisch war von 2011 bis 2021 Vizepräsident der Gesellschaft für Neue Musik und von 2015 bis 2018 Vizepräsident der Sächsischen Akademie der Künste.
Bis 1989 komponierte Olbrisch überwiegend Instrumentalwerke, bevor er ab 1989 zunehmend auch multimediale und interdisziplinäre Ansätze in sein Schaffen aufnahm. Er komponierte Werke u. a. im Auftrag des WDR, des Südwestrundfunks, des Hessischen Rundfunks, des Sender Freies Berlin, der Berliner Festspiele, der Expo 2000 Hannover, der Berliner „Inventionen“, des Oldenburgischen Staatstheater, der Oper Bonn, der Stadt Witten und der Ernst von Siemens Musikstiftung.
Zu seinen wichtigsten Werken zählen das Streichquartett Ein Quadratmeter Schwärze, die Orchesterwerke Grain und craquelé, das Konzertenvironment Schichtwechsel – temps et mouvement und seine 48-stündige radiophone Installation FM o99.5.

## Ehrungen und Preise
- 1981 Förderpreis der Jürgen-Ponto-Stiftung
- 1981 Kompositionspreis der Landeshauptstadt Stuttgart[2]
- 1984 Boris-Blacher-Preis der Karl-Hofer-Gesellschaft Berlin
- 1986 Stipendiat der Villa Serpentara in Olevano
- 1986 Förderpreis der Wilfried-Steinbrenner-Stiftung
- 1998 Stipendiat der Heinrich-Strobel-Stiftung im Experimentalstudio des SWR Freiburg
- 1990 Carl-Maria-von-Weber-Preis der Stadt Dresden
- 1992/93 Stipendiat des Zentrum für Kunst und Medientechnologie in Karlsruhe[3]
- 2001 Stipendiat der Paul-Sacher-Stiftung in Basel
- 2003 Stipendiat der Villa Aurora in Los Angeles[4]
- 2006 Stipendiat der Cité Internationale des Arts Paris[5]
- 2013 Mitglied der Sächsischen Akademie der Künste

## Werke (Auswahl)

### Kammeroper
- Der gebrochene Spiegel (1986–90) polyszenisches Musiktheater in 12 Bildern nach Texten von Rafael Alberti, Theodor Däubler, Günter Eich, Arno Holz, Juan Ramón Jiménez und Paul Scheerbart, UA Wittener Tage für neue Kammermusik

### Orchesterwerke
- …hu ha… (1988) für Saxophon und 24 Spieler, UA Staatstheater Oldenburg
- Grain (2005) für großes Orchester, UA Südwestrundfunk Stuttgart
- craquelé (2010) für großes Orchester, UA Hessischer Rundfunk Frankfurt
- …suggests that something may be (2020) für Orchester und Live-Elektronik, UA Deutsches Hygiene-Museum Dresden

### Ensemble- und Kammermusik (ohne Elektronik)
- Trias (1984) für Violine, Klarinette, Saxophon und Klavier, UA Akademie der Künste (Berlin)
- Wandlungen (1985) für Ensemble, UA Staatsbibliothek Berlin
- 3 Phantasusgesänge (1986) nach Texten von Arno Holz für Sopran und Ensemble, UA Sender Freies Berlin
- su (1988) für Ensemble, UA Darmstädter Ferienkurse
- Cadenza (1988) für Saxophon solo, UA Detlef Bensmann Berlin
- 3 Sätze für Klaviertrio (1994) für Klaviertrio, UA Unerhörte Musik Berlin
- Blanco (1998) für Ensemble, UA Eclat (Musikfestival) Stuttgart
- Nachtstück (1998) nach einem Text von Octavio Paz für Stimme und Streichquartett, UA Westfälisches Musikfest Münster
- Ein Quadratmeter Schwärze (1999) für Streichquartett, UA Wittener Tage für neue Kammermusik
- in nomine (1999) für Kammerensemble, UA Wittener Tage für neue Kammermusik
- Streunende Zahlen (2000) für Kammerorchester, UA Expo 2000 Hannover
- coupures de temps… (2009) für Kammerensemble, UA WDR Köln

### Ensemble- und Kammermusik (mit Elektronik)
- flöte, sounde & live-electronics (1996) für Flöte und Elektronik, UA Palais Podewils Berlin
- El mundo haz de tus imàgenes (2001) für Sprecher, Kammerorchester und Zuspielband, UA Musik-Biennale Berlin
- coupures de temps… (2010) für Kammerensemble und Live-Elektronik, UA Darmstädter Ferienkurse
- couler… (2015) für Klarinette und Live-Elektronik, UA ByPass Toulouse
- rewrite 114 (2017) für 16 Spieler und Live-Elektronik, UA Nasz Festival Wroclaw[6]
- Elf Episoden (2019) für Flöte, Tasteninstrumente und Live-Elektronik, UA Chemnitz, Sächsisches Mozartfest[7]

### Fixed-Media-Werke
- FM o99.5 (1993) radiophone Installation (48 Stunden) Ursendung Donaueschinger Musiktage
- studi & speaker (1996) für Akusmonium, UA Inventionen Festival Berlin
- pick/up (2002) Fixed Media, UA WDR Köln
- city drives (2003) Musikvideo, UA VIPER Festival Basel
- Garten der Klänge (2007) radiophones Hörstück, Ursendung WDR
- fluido (2015) radiophones Hörstück – Helmut Lachenmann zum 80. Geburtstag, Ursendung Hessischer Rundfunk
- Farben des Lichts im Hafen Ch'ungmu (2017) radiophones Hörstück, Ursendung Hessischer Rundfunk
- ...cité... (2020) radiophones Hörstück, Ursendung Hessischer Rundfunk
- do krve – bis aufs Blut (2023) radiophones Hörstück, für Sprecher, Sopran, Alt, Altus, Bass, 8 Instrumente und Elektronik, nach Texten von Karel Jaromír Erben, Ursendung Hessischer Rundfunk/SWR

### Klanginstallationen und Konzert-Environments
- Im Anfänglichen läuft keine Spur – wer könnte da suchen (1989) Event für 3 Akteure, 5 Instrumente und Live-Elektronik, UA Neue Nationalgalerie Berlin
- meson (1991) Environment für 6 Diaprojektoren, Zuspiel & Live-Elektronik, UA Bauhütte Klangzeit Wuppertal
- Viele Menschen suchen den Ochsen, doch Wenige haben ihn je gesehen (1992) Event für 2 Akteure, 4 Instrumente, Zuspiel und Diaprojektoren (Dias: Beate Olbrisch), UA Inventionen Festival Berlin
- Akustisches Wegeleitsystem (1996) Klanginstallation, UA in der Parochialkirche Berlin[8]
- Tagtraum der Eule (1997) Klang-Environment, UA Schloss Hundisburg
- différance (1997) Klang-Environment, UA Schloss Hundisburg
- Dissimilation (1999) Musikenvironment für Stimme und 16 Lautsprecher, UA Wittener Tage für neue Kammermusik
- personal spaces (2004) Klang- und Videoinstallation (Video: Beate Olbrisch), UA Darmstädter Ferienkurse
- Schichtwechsel – temps et mouvement (2006/08) Klang- und Videoinstallation (Video: Beate Olbrisch), UA Darmstädter Ferienkurse, endgültige Fassung (2008) Donaueschinger Musiktage
- Between Walls (2007) Klanginstallation, UA Schloss Colditz
- Augenblicke, in denen die Zeit sich spiegelt (2008) Konzert-Environment für Multichannel-Video, Zuspielband und Live-Musiker  (Video: Beate Olbrisch), UA Wittener Tage für neue Kammermusik
- infinito blanco (2009) Klanginstallation, UA Hessischer Rundfunk Frankfurt
- Syphon (2009) Klanginstallation, Auftragswerk Deutscher Musikrat, UA Festspielhaus Hellerau Dresden
- palinsesto (2010) Klanginstallation – Hörstück, UA WDR Köln
- rods and strings (2014) Konzertenvironment für 1–20 Instrumente, Klangobjekte, Multichannel-Video und Live-Elektronik  (Video: Beate Olbrisch), UA Darmstädter Ferienkurse
- Dennoch lauert im Gesang der Vögel das Schreckliche… (2015) Klanginstallation in 3 Stationen für Kanarienvögel, Video und Live-Elektronik, UA Wittener Tage für neue Kammermusik
- Tagtraum der Eule (2021) Klang- und Videoinstallation (Video: Beate Olbrisch), UA Japanisches Palais Dresden
- Distanz (2021) Klanginstallation, UA Dresden, Kulturpalast (Dresden)

### Gemeinschaftskompositionen
- Renga (1994) interaktive Performance für 21 Lautsprecher, in Zusammenarbeit mit Studenten der HdK Berlin, UA HdK Berlin
- senza fine (1995) für 16 Lautsprecher, in Zusammenarbeit mit Studenten der HdK Berlin, UA  Klangwerkstatt Berlin
- zellophonie (1995) Musik zur Performance von Gisela Weimann für Violine, Violoncello, Perc.-Performer & Zuspiel, Idee: Gisela Weimann, UA Norderstedt (Schleswig-Holsteinische Kulturtage)
- 31 wohlgeordnete Episoden aus dem Leben des ungläubigen Thomas (1996) für 9 Instrumente und Zuspiel, in Zusammenarbeit mit Jens-Uwe Dyffort & Kirsten Reese, UA  Klangwerkstatt Berlin
- senza fine berlin (1997) für 16 Lautsprecher, in Zusammenarbeit mit Studenten der HdK Berlin, UA Klanggalerie im SFB Berlin
- études aux roulements (1998) für Schlagzeug, Klavier und 16 Lautsprecher, in Zusammenarbeit mit Arnulf Herrmann & Enno Poppe, UA Inventionen Festival Berlin
- I got involved in something I realize... (2002) Klang- und Video-Environment, in Zusammenarbeit mit Studenten der TU-Berlin und weiteren Gästen, UA Inventionen Festival Berlin
- Bläserballett (2006) Musik zur Performance von Gisela Weimann für Klarinette, Saxophon, Trompete und Posaune, Idee: Gisela Weimann, UA: Karl-Hofer-Gesellschaft Berlin
- Wenn du drin bist, dann funktioniert es - Friedberg (2022) radiophones Hörstück, in Zusammenarbeit mit Beate Olbrisch, Idee: Beate Olbrisch, Ursendung Hessischer Rundfunk

## Schüler
- Konstantia Gourzi (* 1962), Kompositionsschülerin in Berlin
- Insik Lee (* 1963)[9][10], Kompositionsschüler in Berlin
- Claas Willeke (1966–2013), Privatschüler
- Jens-Uwe Dyffort (* 1967), Kompositionsschüler in Berlin
- Anthony Tan (* 1978)[11], Meisterschüler in Dresden
- Amir Shpilman (* 1980), Kompositionsschüler in Dresden
- Arman Gushchyan (* 1981)[12], Meisterschüler in Dresden
- Barblina Meierhans (* 1981), Kompositionsschülerin in Dresden
- Hildur Guðnadóttir (* 1982), Austauschstudentin in Berlin
- Sung-ah Kim (* 1983), Meisterschülerin in Dresden
- Martin Baumgärtel (* 1983)[13], Kompositionsschüler in Dresden
- Theodor Schubach (* 1985), Kompositionsschüler in Dresden
- Tobias Eduard Schick (* 1985)[14], Kompositionsschüler in Dresden
- Nico Sauer (* 1986), Kompositionsschüler in Dresden
- Julio Zúñiga (* 1987)[15][16], Kompositionsschüler in Dresden
- Neele Hülcker/Neo Hülcker (* 1987), Kompositionsschüler in Dresden
- Yukari Misawa (* 1987)[17], Kompositionsschülerin in Dresden
- Kaj Duncan David (* 1988), Kompositionsschüler in Dresden
- Aoi Kita (* 1988)[18], Kompositionsschülerin in Dresden
- Nicolas Kuhn (* 1989), Kompositionsschüler in Dresden
- Adrian Nagel (* 1990)[19], Kompositionsschüler in Dresden
- Carlos G. Hernández (* 1990)[20], Kompositionsschüler in Dresden
- Chatori Shimizu (* 1990), Kompositionsschüler in Dresden
- Po-Wei Tseng (* 1990), Meisterschüler in Dresden
- Sol-i So (* 1990), Kompositionsschülerin in Dresden
- Elias Jurgschat (* 1995)[21], Kompositionsschüler in Dresden